# Anto Jerković
Anto Jerković (Ljepunice kod Tuzle, 2. svibnja 1958. – Zagreb, 16. lipnja 2005.) bio je hrvatski slikar, performance umjetnik i restaurator te jedan od predstavnika hrvatskog konceptualnoga i neokonceptualnoga umjetničkog stvaralaštva na prijelazu s 20. na 21. stoljeće.

## Životopis
Školu primijenjenih umjetnosti završio je u Sarajevu 1978., a slikarstvo diplomira na Akademiji likovnih umjetnosti u Zagrebu 1983. u klasi prof. Raula Goldonija. Iduće tri godine surađuje sa Slikarskom majstorskom radionicom HAZU-a Ljube Ivančića i Nikole Reisera. Kraj osamdesetih godina provodi u Parizu (1989.) i Rimu (1989. – 1990.) gdje se njegov rad počinje inspirirati klasičnom tradicijom, a napose formalnim i konceptualnim izričajem Yvesa Kleina. Tijekom devedesetih boravi u Hrvatskoj gdje nastavlja stvarati te izlaže u Europi, Sjevernoj i Južnoj Americi. Umire u Zagrebu 2005. godine.

## Djelo
Umjetnički rad Ante Jerkovića čine rana faza enformelnog slikarstva, faza minimalističko-konceptualnih radova i faza intervencija u javnim prostorima.

### Zemljana stvaralačka faza – enformelno slikarstvo (1983-1988)
U počecima djelovanja vezan je uz slikarski medij, stvara enformele na tragu apstraktnog i njemačkog neo-ekspresionizma (Anselm Kiefer, Georg Baselitz). Već u ovim ranim djela pokazuje interes za velikim formatima, mitološke teme i referencijalnim simbolizmom (napose prema Tako je govorio Zaratustra Friedricha Nietzschea).

#### Plava stvaralačka faza – minimalistički i konceptualni radovi (1988-1996)
Krajem osamdesetih boravi u Parizu i Rimu što ga potiče na novi oblik izražavanja. Preuzima estetiku minimalizma i post-konceptualne umjetnosti, napose, formalni izričaj Yvesa Kleina koji spaja s referentnim točkama iz klasične i kršćanske tradicije. Citiranje teksta i boja postaje tako esencijalan dio izričaja Ante Jerkovića. Na zlatna i International Klein Blue platna ispisuje, najčešće rimskim kapitalom, ontološke i semantičke principe poput Cosmogonies, Memoria i Universus, odnosno molitve na latinskom jeziku kao što su Pater noster ili ciklus Ignoto Deo. Triptih Initium, transmutare, levis također djeluje programatski te najavljuje novu seriju djela jednostavnih geometrijskih simbola.

#### Konceptualna stvaralačka faza – radovi u javnim prostoru (1994-2005)
Radovi u javnim prostoru još jednom vuku snažnu referencijalnost na radove Yvesa Kleina da bi kasnije ušli u dijalog s djelima Petera Sloterdijka. Iako su ove akcije bile nagovještene već u Parizu prilikom potpisivanja panoa na policijskoj postaji u Parizu 1989., akcijom «Nebo», izvedenom na zagrebačkom perivoju Cmrok s Ivanom Kožarićem, naglasak u radu prelazi na performativni aspekt. Slijede umjetničke intervencije u Zagrebu, Splitu, New Yorku, Chichesteru, Leidenu i Čimelicama.  Značajna intervencija je «Riječi, neoni i baloni» održana 1999. godine, kada na Trgu Katarine Zrinske na pročelje Palače Kulmer (tada MSU) postavlja plave neonske riječi iz Kritike ciničnog uma.

#### Značajnija djela, perfomansi i izložbe
- Vučica u zoru, 1987.
- Memoria, 1989.
- Cosmogonies, 1990.
- Universus, 1990.
- Initium, transmutare, levis, 1990.
- Pater noster, 1991.
- Giotto di Bondone…, 1992.
- Ignoto Deo, 1993.
- Ignoto I i Ignoto II, 1995. – 1996., Moderna galerija, Zagreb
- Riječi, neoni i baloni, 1999., Muzej suvremene umjetnosti, Zagreb

#### Performansi
- Potpisivanje panoa, Gradska vijećnica (4e arrondissement), Pariz, 1989.
- «Nebo», Cmrok park, Zagreb, 1994.
- «Etika ili estetika», Trg Petra Preradovića, Zagreb, 1996.
- «Imenice i loptice», Dioklecijanovi podrumi, Split, 1997.
- «Invisible», Galerija PM, HDLU, Zagreb, 1997.
- «Café nihilismus», Studij galerije Josip Račić, Zagreb, 1998.
- «Potpisujem sve što je plavo», New York, Chichester, Zagreb, Šibenik, 2003.

## Vanjske poveznice
Jerković, Anto Hrvatska enciklopedija
Umjetnički paviljon u Zagrebu  Arhivirana inačica izvorne stranice od 2. veljače 2019. (Wayback Machine) Retrospektiva
Nacional Anto Jerković, doajen hrvatske neokonceptuale u plavom
TV Kalendar (YouTube) TV kalendar 2013., svibanj. 2, slikar Anto Jerković